# Elassogaster aerea
Elassogaster aerea är en tvåvingeart som beskrevs av Friedrich Georg Hendel 1914. Elassogaster aerea ingår i släktet Elassogaster och familjen bredmunsflugor.
Artens utbredningsområde är Taiwan. Inga underarter finns listade i Catalogue of Life.